# Индиана
Индиа́на (англ. Indiana, американское произношение: [ˌɪndiˈænə] (слушать)о файле) — штат на Среднем Западе США, один из штатов Северо-Восточного Центра. Площадь — 94 321 км². Население — 6 790 280 человек (17-е место среди штатов; данные на 2020 год). Столица и крупнейший город — Индианаполис (Indianapolis). Другие крупные города — Форт-Уэйн, Эвансвилл, Саут-Бенд, Блумингтон, Хаммонд.
Официальное прозвище — «Штат верзил» (Hoosier State).

## История
В древности на территории штата процветала развитая «Миссисипская культура — часть археологической культуры строителей курганов». Ко времени прихода европейцев здесь обитали индейские племена майами, потаватоми, пианкашо, делаваров и кикапу.
Первыми европейцами, обосновавшимися в регионе, были французы. В 1679 году территорию исследовал французский исследователь Рене-Робер де Ла Салль. В 1725 году эти земли были присоединены к колонии «Новая Франция». Первым французским поселением, основанным иезуитами, стал Венсен. Впоследствии регион перешёл от французов к англичанам. Они контролировали Венсен (Винсенс) с 1763 до 1779 года. В результате Войны за независимость контроль над территорией получили отряды американской милиции под командованием Джорджа Роджерса Кларка.
В 1800 году была учреждена Территория Индиана, охватившая современные Индиану, Иллинойс и Висконсин, а также части Мичигана и Миннесоты. Губернатором территории стал Вильям Генри Гаррисон, впоследствии президент США. После сражения на реке Типпекано в 1811 году индейцев окончательно оттеснили с их земель.
Индиана была принята в Союз 11 декабря 1816 года, став 19-м штатом в составе США и вторым штатом, созданным на Северо-Западной территории. Первая конституция штата была принята чуть раньше, 29 июня 1816 года. Затем, 10 февраля 1851 года, ей на смену была принята другая, действующая с 1 ноября 1851 г. до сих пор.
Столицей штата поначалу был город Коридон, но ввиду того, что он находился на юге штата, а не в его центре, было решено специально построить новый город и сделать его столицей. Таким образом, в 1820 году был основан Индианаполис, и в 1825 году он получил статус столицы штата.
В 1834 году в Индиане появилась первая железная дорога, которая в значительной мере способствовала развитию штата. В Гражданской войне Индиана поддерживала северян и была первым западным штатом, мобилизовавшим своих граждан, которые принимали участие во всех значительных сражениях — от первого до последнего. Штат мобилизовал 126 пехотных полков, 26 артиллерийских батарей и 13 кавалерийских полков. Всего за годы Гражданской войны было мобилизовано 208 367 человек, из которых было убито 24 416 человек. Ещё свыше 50 000 получили ранения различной тяжести.

## География
Площадь территории Индианы — 94 321 км² (38-е место среди штатов), из них 98,5 % приходится на сушу. На севере Индиана граничит со штатом Мичиган и имеет выход к озеру Мичиган, на востоке граничит со штатом Огайо, на юге — со штатом Кентукки (по реке Огайо), на западе — с Иллинойсом.
Территория Индианы делится на северный озерный регион, центральные равнины и южные холмистые предгорья плато Камберленд. Основные реки — Огайо и Уобаш. 

## Климат
Климат в основном умеренный континентальный, с жарким влажным летом и холодной зимой.

## Демография
По оценочным данным в 2008 году население штата составляло 6 376 792 человек, что на 4,9 % больше чем в 2000 году.
Расовый состав населения:
- 85,8 % белые
- 8,4 % афроамериканцы
- 3,5 % латиноамериканцы
- 1,0 % азиаты
- 0,3 % индейцы
- 1,2 % представители смешанных рас

Религиозный состав населения:
- Христиане — 82 %
  - Протестанты — 62 %
  - Католики — 19 %
  - Остальные христиане — 1 %
- Остальные религии — 1 %
- Атеисты — 17 %

## Города
См. также категорию «Города Индианы»
Населённые пункты с количеством жителей выше 30 тысяч по оценке 2010—2018 гг.
- Индианаполис — 848,8
- Форт-Уэйн — 258,5
- Эвансвилл — 120,3
- Саут-Бенд — 101,2
- Кармел — 101,06
- Блумингтон — 83,6
- Фишерс — 81,8
- Хаммонд — 79,0
- Гэри — 78,5
- Манси — 70,1
- Лафейетт — 67,9
- Терре-Хот — 61,1
- Кокомо — 56,9
- Андерсон — 55,6
- Ноблсвилл — 55,1
- Гринвуд — 52,7
- Элкхарт — 51,2
- Мишавока — 48,0
- Лоренс — 46,8
- Колумбус — 45,4
- Портидж — 36,9
- Ричмонд — 36,6
- Нью-Олбани — 36,5
- Меррилвилл — 35,6
- Гошен — 32,1
- Мичиган-Сити — 31,2
- Грейнджер[англ.] — 30,5

## Экономика
В 2022 году ВВП штата составил $420 млрд, а средний доход на душу населения — $66 855. Индиана входит в десятку ведущих штатов по добыче угля, добываются также нефть, природный газ и известняк.
В сельском хозяйстве основные культуры — кукуруза и соя (штат находится в так называемом Кукурузном поясе). Также выращиваются арбузы, томаты, мята, виноград и табак. Развито свиноводство и мясное животноводство; более 70 % территории штата — сельскохозяйственные угодья.
Основной район тяжелой промышленности — Калюмет на северо-западе; производятся запчасти к автомобилям, алюминий, химикаты, лекарства, мебель, музыкальные инструменты.
Автопром представлен автомобилем Subaru Tribeca и фирмой производителем дизелей Cummins.